# El bandit de Zhobe
El bandit de Zhobe (títol original: The Bandit of Zhobe) és una pel·lícula d'aventures en Cinemascope britànica de 1959 dirigida per John Gilling i protagonitzada per Victor Mature, Anne Aubrey i Anthony Newley. Va ser produïda per Albert Broccoli per a Warwick Films i inclou un ús extens d'imatges de la pel·lícula Zarak de 1949. Està doblada al català.

## Argument
A l'Índia britànica, un bandoler s'escapa amb la creença errònia que els britànics han matat la seva família, cosa que després demostra que no és així.

## Repartiment
- Victor Mature com Kasim Khan
- Anne Aubrey com Zena Crowley
- Anthony Newley com Caporal Stokes
- Norman Wooland com Major Crowley
- Dermot Walsh com Capità Saunders
- Walter Gotell com Azhad
- Paul Stassino com Hatti
- Larry Taylor com Ahmed
- Denis Shaw com Hussu

## Producció
La pel·lícula era coneguda com The Bandit . El rodatge va començar l'11 d'agost de 1958.

## Recepció crítica
Variety va dir que "no es pot prendre seriosament".
TV Guide va escriure: "Tot és persecució i melodrama amb poca cura de les caracteritzacions".
The Radio Times ho va anomenar una "joc molt ximple de la Frontera Nord-oest, amb Victor Mature amb maquillatge fosc com Kasim Khan ... l'interès romàntic per part de l'estrella oblidada Anne Aubrey i algun atracament còmic d'Anthony Newley. S'hi van llançar molts diners, però aquesta segueix sent, en el fons, una pel·lícula B."
Sky Movies va anomenar la pel·lícula "una apassionant història d'aventures del segle XIX que té poc sentit però està plena d'acció que et segueix arribant".